# Nikolai I.K. Djupesland
Nikolai I.K. Djupesland, född 25 maj 1990 i Oslo, är en norsk skådespelare och fotbollsspelare. Han är mest känd för rollen som Johnny i NRK1-serien Johnny och Johanna (2004).